# Juliano Cazarré
Juliano Cazarré (Pelotas, 24 de septiembre de 1980) es un actor de televisión brasileño.

## Biografía
Es hijo del periodista y escritor infantil-juvenil, Lawrence Cazarré. Poco después de su nacimiento la familia del actor se trasladó a Brasilia, donde fue criado.
Mientras estaba en secundaria, fue influenciado por su padre para estudiar teatro. Fue formado profesionalmente como actor en la Universidad de Brasilia.
En octubre de 2012 lanzó su primer libro de poemas llamado Pelas Janelas.

## Vida privada
Desde 2011 está casado con la bióloga Letícia Bastos, con quien es padre de Vicente e Inácio.

## Filmografía

### Televisión
| Año       | Título                  | Personaje               |
| --------- | ----------------------- | ----------------------- |
| 2005      | Antônia                 | Bandido                 |
| 2008      | Alice                   | Théo (Teobaldo)         |
| 2009-2011 | Asuntos internos        | Cabo Irineu             |
| 2009      | Som & Fúria             | Cléber                  |
| 2010      | As Cariocas             | Paulão                  |
| 2011      | Tapas & Beijos          | Tatuador                |
| 2011      | Insensato corazón       | Ismael Cunha            |
| 2012      | Avenida Brasil          | Adauto                  |
| 2013      | Rastros de mentiras     | Joaquim "Ninho" Roveri  |
| 2015      | Reglas del juego        | Mário "MC Merlô" Sérgio |
| 2017      | O Outro Lado do Paraíso | Mariano                 |
| 2022      | Pantanal                | Alcides                 |